# 뒤뇌
뒤뇌 (metencephalon)는 다리뇌 (pons)와 소뇌 (cerebellum)로 분화할 마름뇌 (hindbrain, 후뇌)의 발생학적 부분이다. 뒤뇌는 제4뇌실 (fourth ventricle)의 일부와 삼차신경 (trigeminal nerve, CN V), 갓돌림신경 (abducens nerve, CN VI), 얼굴신경 (facial nerve, CN VII), 그리고 속귀신경 (vestibulocochlear nerve, CN VIII)의 일부를 포함한다.

Cross-section of the middle pons (at the level of cranial nerve V).

Cross-section of the inferior pons (at the level of the facial genu).

## 같이 보기
- 앞뇌 (forebrain, prosencephalon, 전뇌)

- 끝뇌 (telencephalon, 종뇌)
- 사이뇌 (diencephalon, 간뇌)

- 중간뇌 (midbrain, mesencephalon, 중뇌)
- 마름뇌 (hindbrain, rhombencephalon, 후뇌)

- 뒤뇌 (metencephalon)

- 다리뇌 (pons)
- 소뇌 (cerebellum)

- 마이엘렌세팔론 (myelencephalon, medulla oblongata, 숨뇌)